# Géospize minuscule
Camarhynchus parvulus
Espèce
Statut de conservation UICN

 LC  : Préoccupation mineure
Le Géospize minuscule (Camarhynchus parvulus) est l'une des espèces de passereaux plus connues sous le nom de pinsons de Darwin. Elle appartient à la famille des Thraupidae.

## Sous-espèces
D'après Alan P. Peterson, il existe les sous-espèces suivantes :
- Camarhynchus parvulus parvulus (Gould) 1837 ;
- Camarhynchus parvulus salvini Ridgway 1894.